# Peyriac-Minervois
Peyriac-Minervois (okzitanisch Peiriac de Menerbés) ist eine französische Gemeinde mit 1.142 Einwohnern (Stand 1. Januar 2022) im Département Aude in der Region Okzitanien. Sie gehört zum Arrondissement Carcassonne und zum Kanton Le Haut-Minervois.

## Lage
Das Gemeindegebiet wird von den Flüssen Argent-Double und Naval durchquert.
Nachbargemeinden von Peyriac-Minervois  sind Félines-Minervois im Nordosten, Rieux-Minervois im Südosten, Laure-Minervois im Südwesten und Trausse im Nordwesten.

## Bevölkerungsentwicklung
| Jahr      | 1962 | 1968 | 1975 | 1982 | 1990 | 1999 | 2013 |
| Einwohner | 1034 | 1054 | 1041 | 1033 | 1053 | 1000 | 1131 |

## Sehenswürdigkeiten
- Reste der Stadtmauer (16. Jahrhundert)
- Château (16. Jahrhundert)

## Persönlichkeiten
- Louis Barthas (1879–1952), französischer Küfer und Teilnehmer am Ersten Weltkrieg